# Tony Cragg
Tony Cragg, de nombre completo Anthony Douglas Cragg (nacido en Liverpool el 9 de abril de 1949) es un escultor alemán británico.

## Biografía

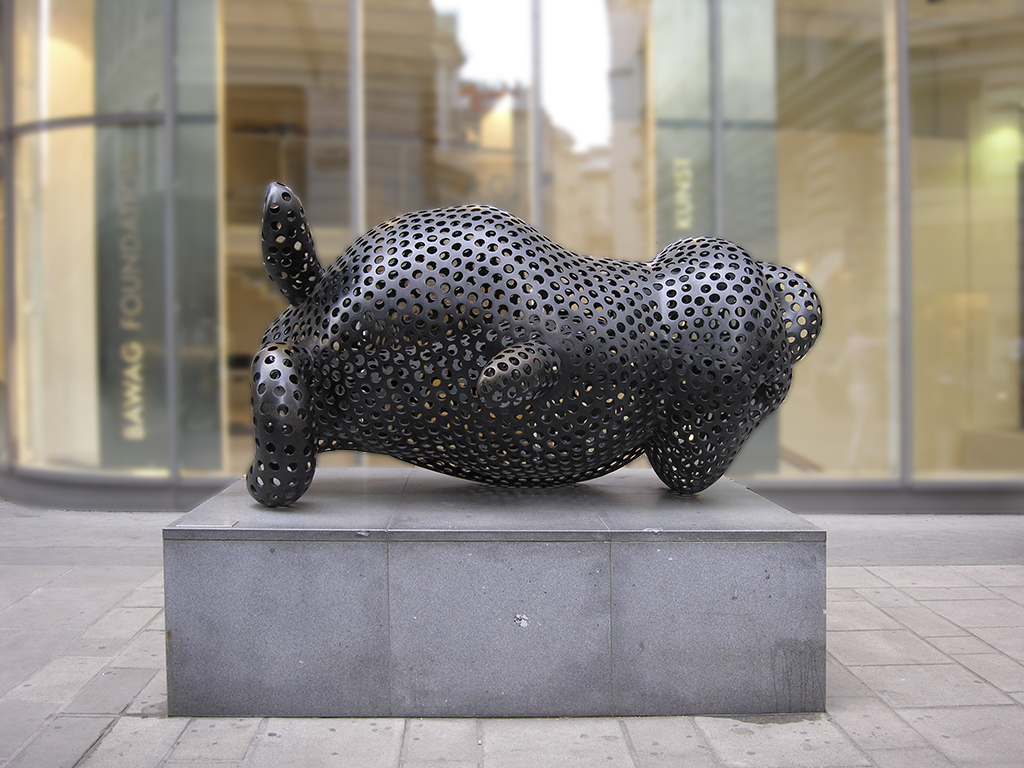
Ferryman. Bronce, 1997.

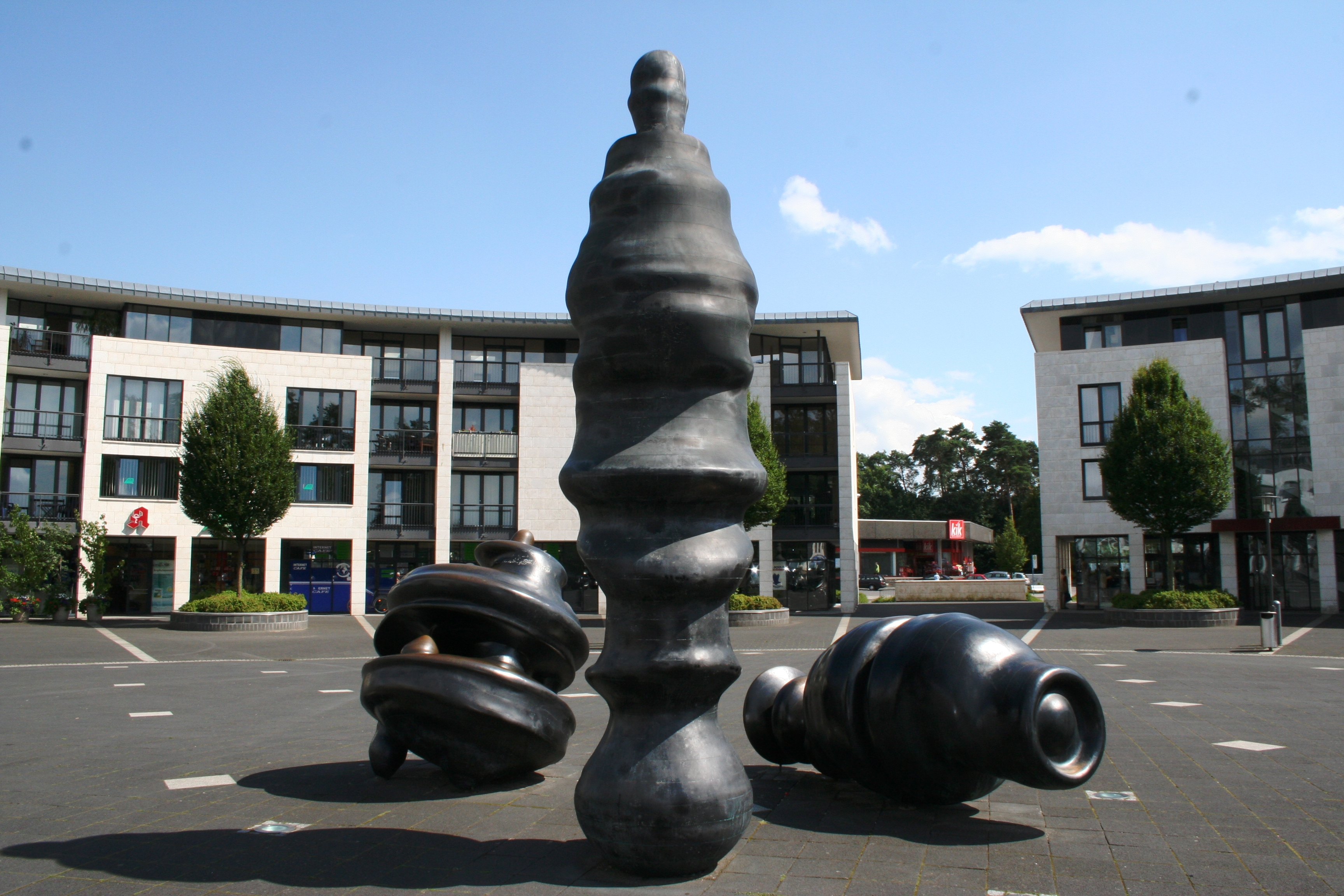
Auf der Lichtung (en el prado) en Bielefeld. 1997.

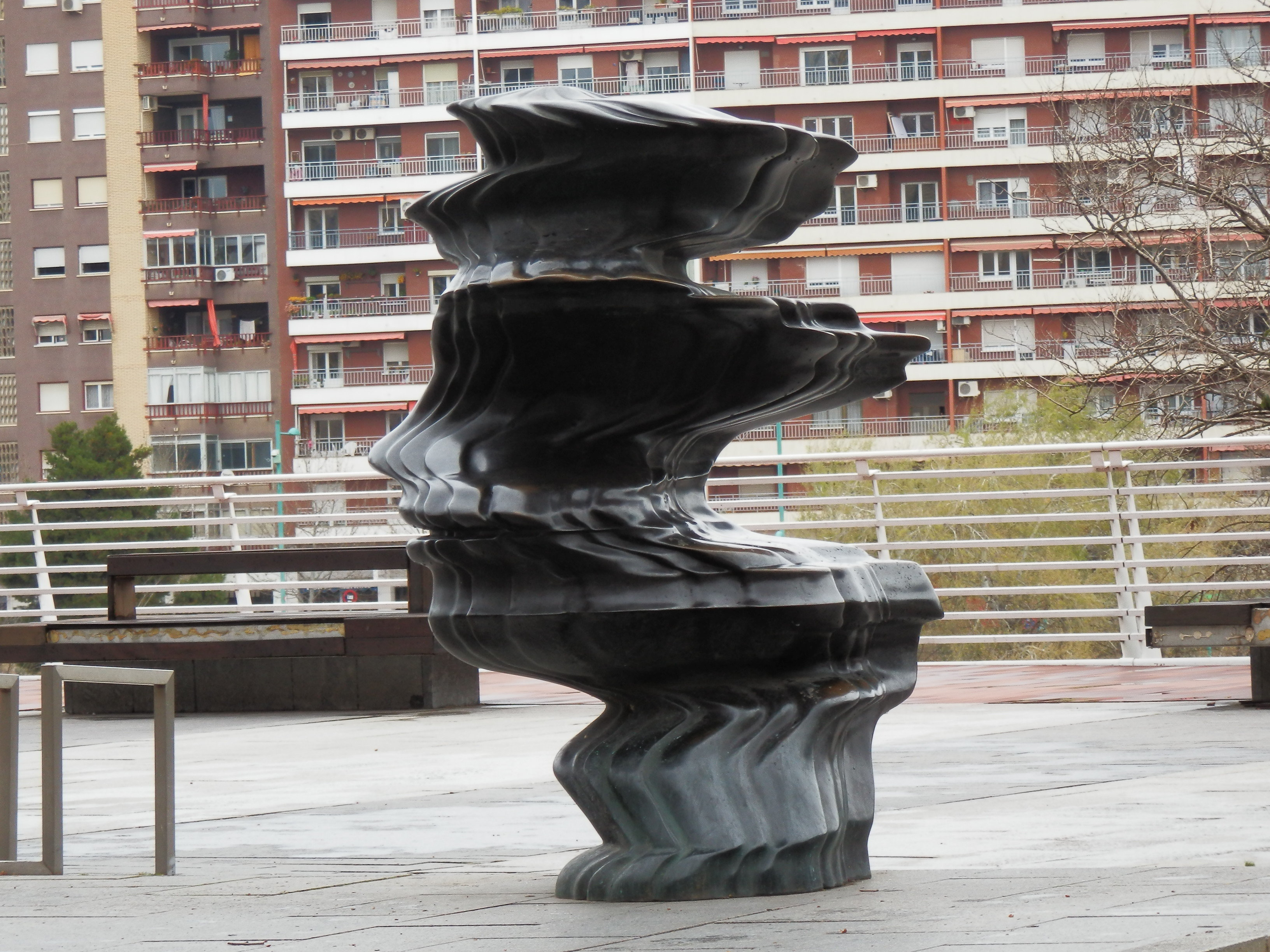
Wild Relative en Zaragoza.

Después de un periodo en el que trabajó como técnico de laboratorio, Cragg estudió arte en el Colegio de Arte y Diseño de Gloucestershire, Cheltenham y luego en la Escuela de Arte de Wimbledon 1969-1973. Durante esta época recibió enseñanzas de Roger Ackling, quien le presentó a los escultores Richard Long y Bill Woodrow. Completó sus estudios en el Royal College of Art 1973-1977 donde fue contemporáneo de Richard Wentworth. Abandonó el Reino Unido en 1977 instalándose en Wuppertal en Alemania, donde ha vivido y trabajado desde entonces. Cragg también tiene un taller en la isla de Tjörn en la costa occidental sueca. El Museo de la Acuarela Nórdica en Tjörn celebró una exposición de Tony Cragg en 2007.
Muchas de sus primeras obras se hicieron con materiales encontrados, otros de construcción descartados y domésticos desechados. Esto le dio una amplia gama de materiales principalmente artificiales y automáticamente le proporcionó preocupaciones temáticas que se hicieron características de su obra hasta la actualidad. Durante los años setenta hizo esculturas usando simples técnicas como amontonamiento de materiales, partición de los mismos o aplastamiento. En 1978 recogió fragmentos de plástico desechados y los colocó por categoría de colores. Su primera obra de esta clase se llamó New-Stones-Newtons Tones. Poco después de esto hizo obras sobre el suelo y relieves de pareces que creaban imágenes. Una de estas obras, Britain Seen From the North (1981), representa la forma de la isla de la Gran Bretaña sobre un muro, orientada de manera que el norte queda a la izquierda. A la izquierda de la isla está la figura de un hombre, aparentemente el propio Cragg, mirando a su país desde la postura de un forastero. Toda la pieza está hecha con fragmentos rotos de basura encontrada y a menudo se interpreta como una representación de las dificultades económicas que atravesaba el Reino Unido en aquella época y que tuvieron particulares efectos en el norte.
Terris Novalis en Consett es su única obra de arte pública a gran escala en el Reino Unido. Consiste en dos instrumentos de ingeniería de acero inoxidable masivamente agrandados, siendo su material un reconocimiento a la anterior importancia del acero para la ciudad. Fue instalado en 1997 en la Ruta de ciclos de Mar a Mar entre Whitehaven y Sunderland.
Más tarde, Cragg usó materiales más tradicionales, como la madera, el bronce o el mármol, a menudo haciendo formas simples con ellos, como tubos de ensayo. Cragg ganó el Premio Turner en 1988 y en 2007 el Praemium Imperiale.
Entre las numerosas e importantes exposiciones a las que ha estado invitado, cabe citar que participó en la documenta de Kassel, expuso en Basilea en 1990 numerosas obras y representó al Reino Unido en la Bienal de Venecia de 1988.
Desde 2009 es director de la Academia de Bellas Artes de Düsseldorf.
Después del Brexit se convirtió en ciudadano alemán. Afirmó que había encontrado su vida en Alemania y que "tampoco le gustaría experimentar ninguna desventaja en el futuro".

## Galería de imágenes

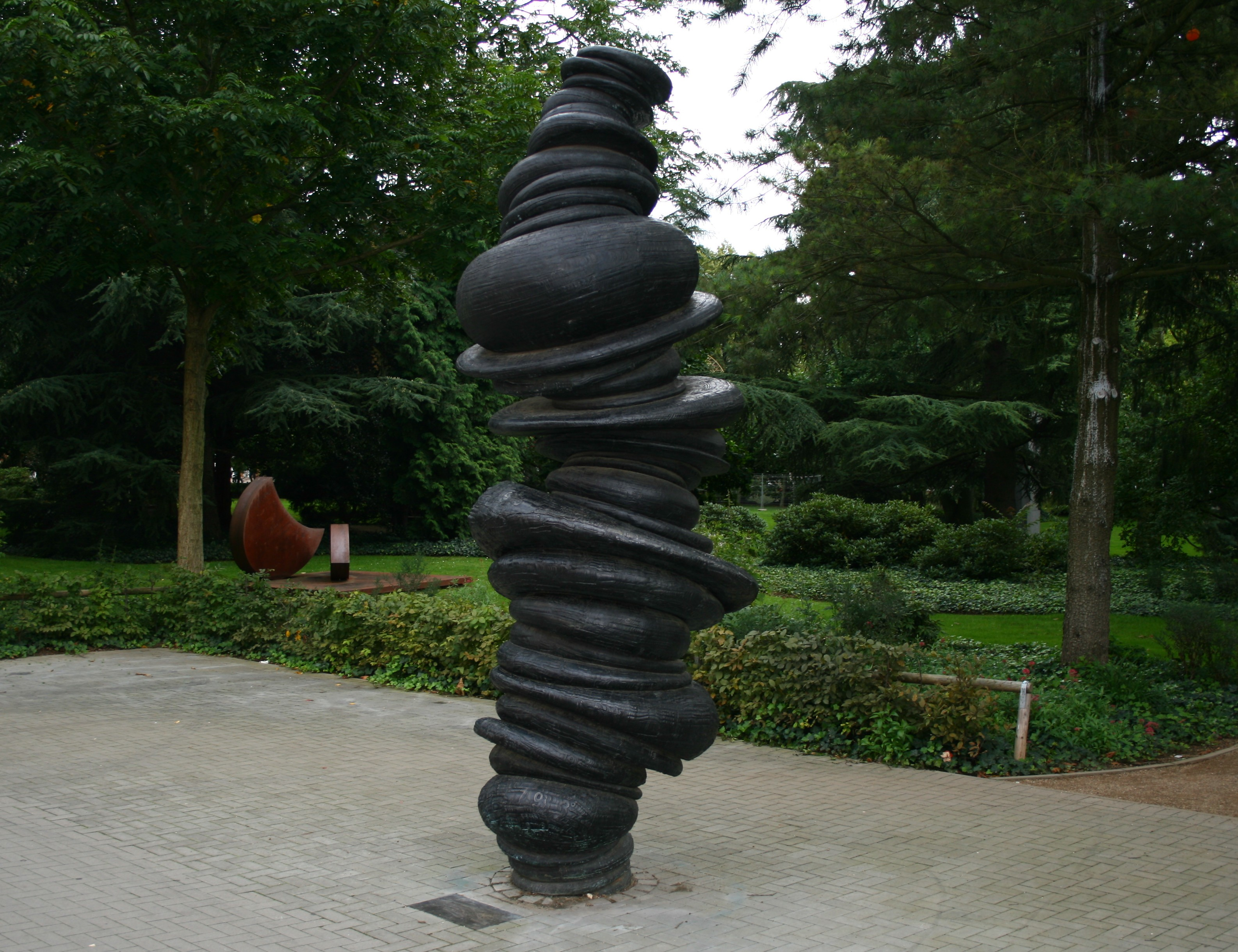
'Wirbelsäule (1996) Skulpturensammlung Viersen
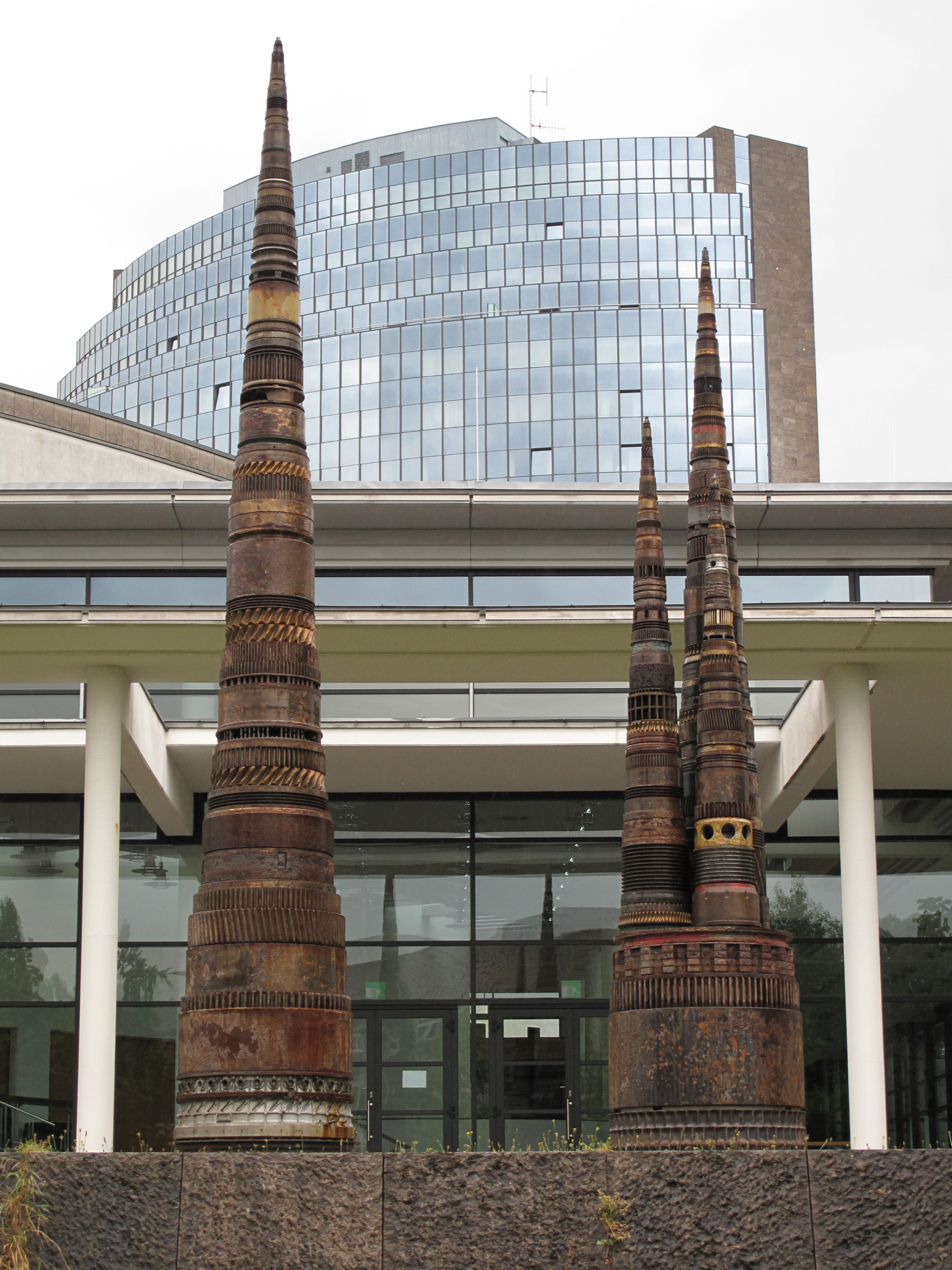
Minster (1998) en Ulm
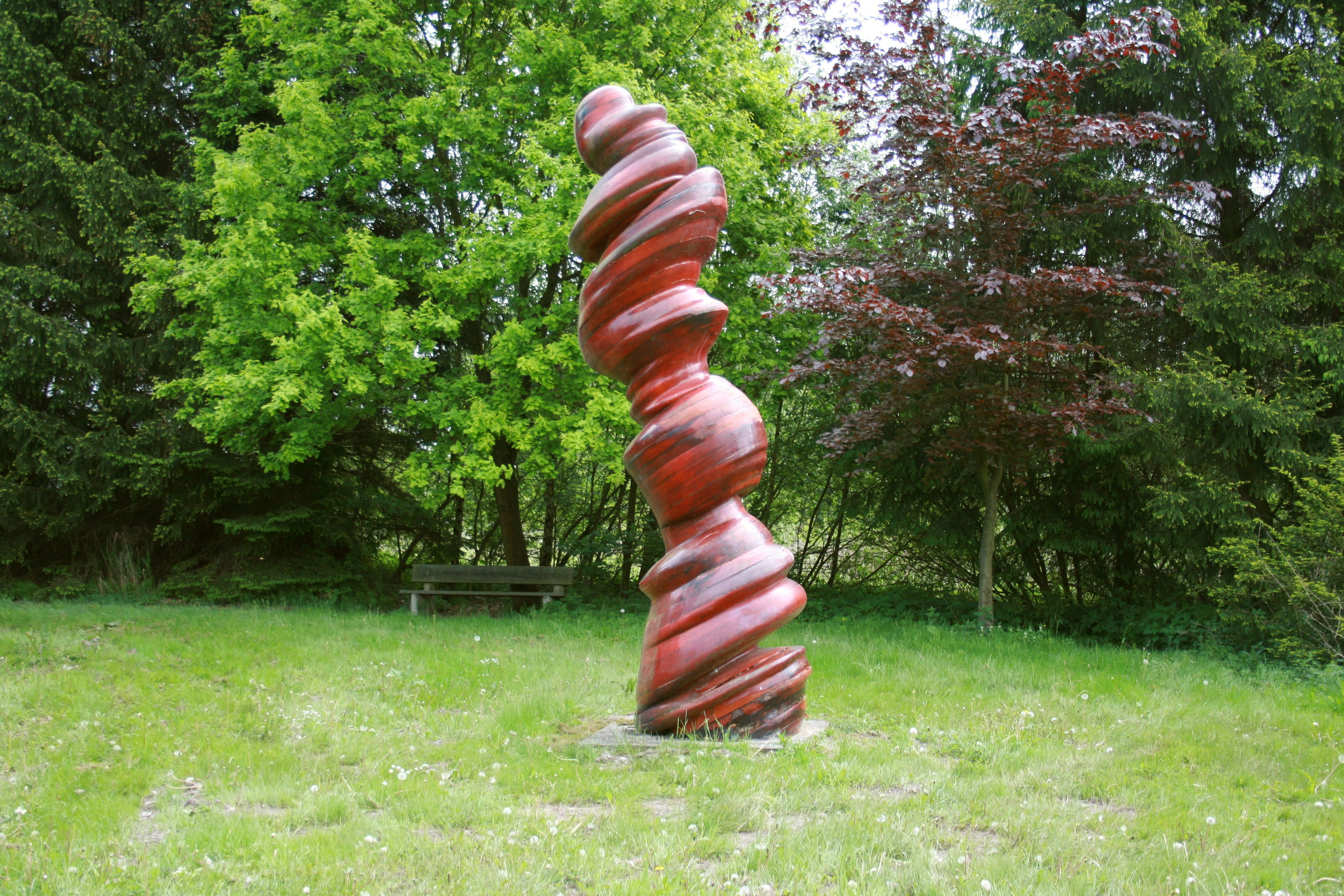
Holzkristall (2000), Neunkirchen
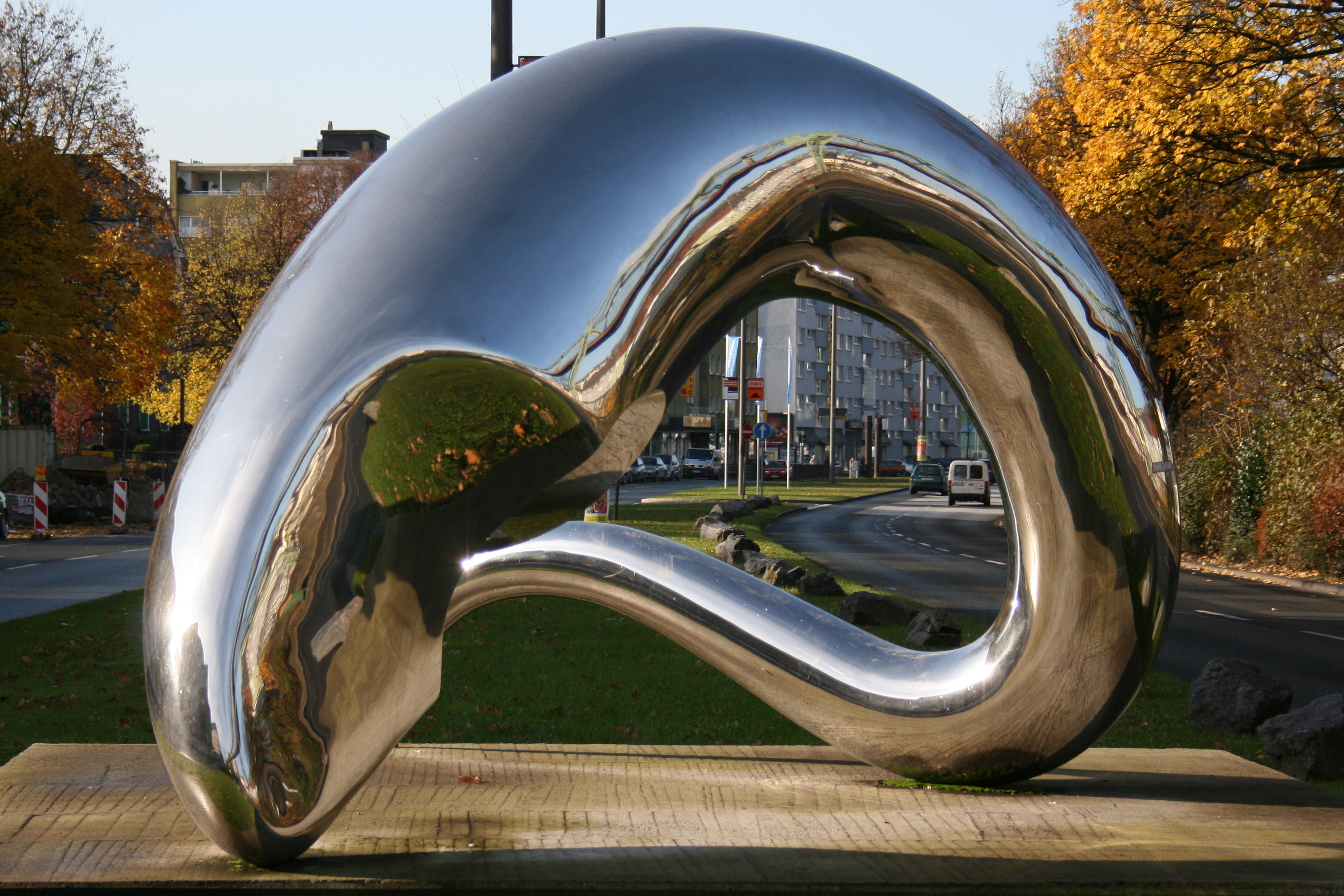
I'm alive (2005), Wuppertal
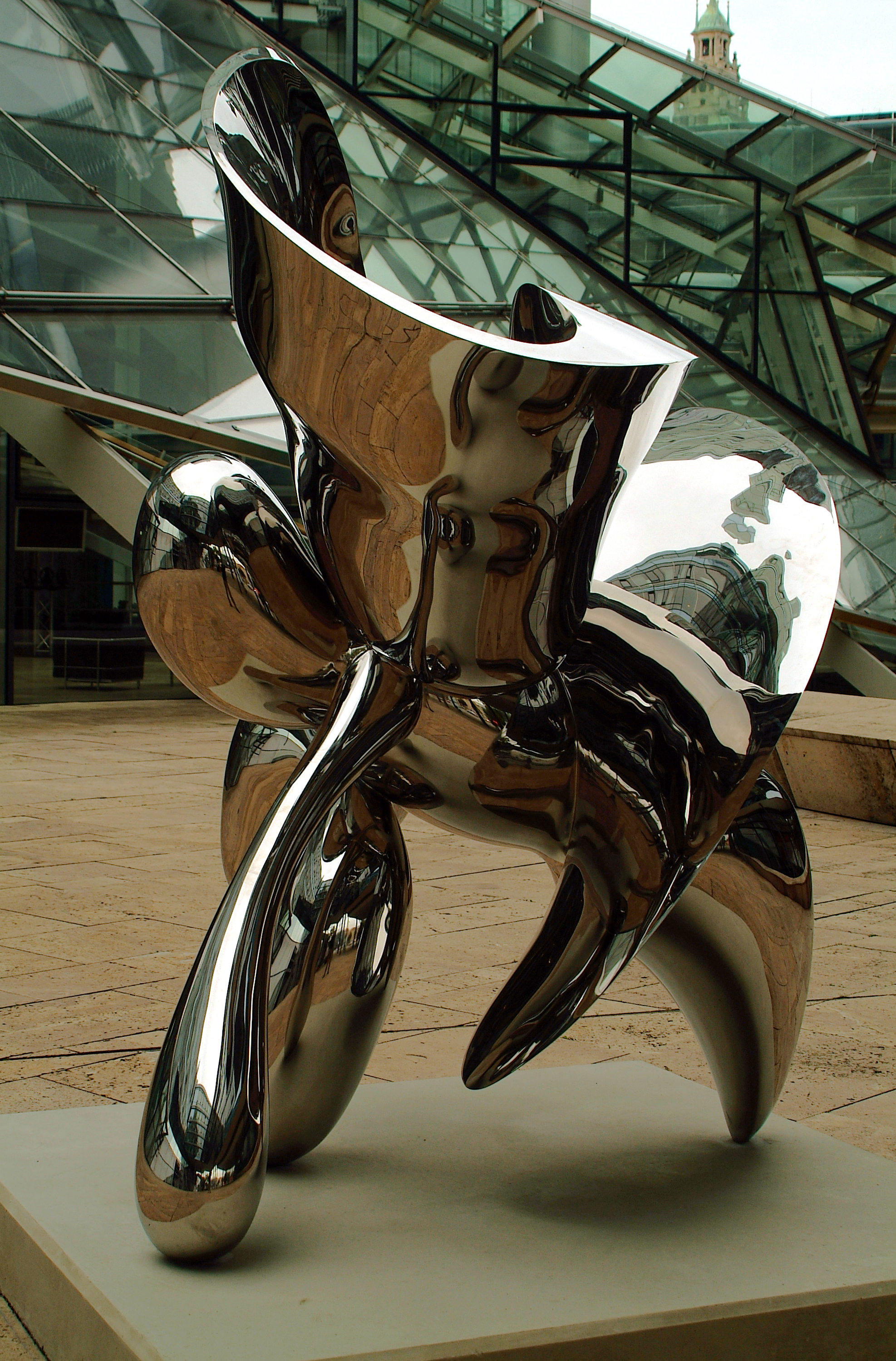
Distant Cousin (2006), Edelstahl, desde 2012 en Hannover vor der Nord/LB
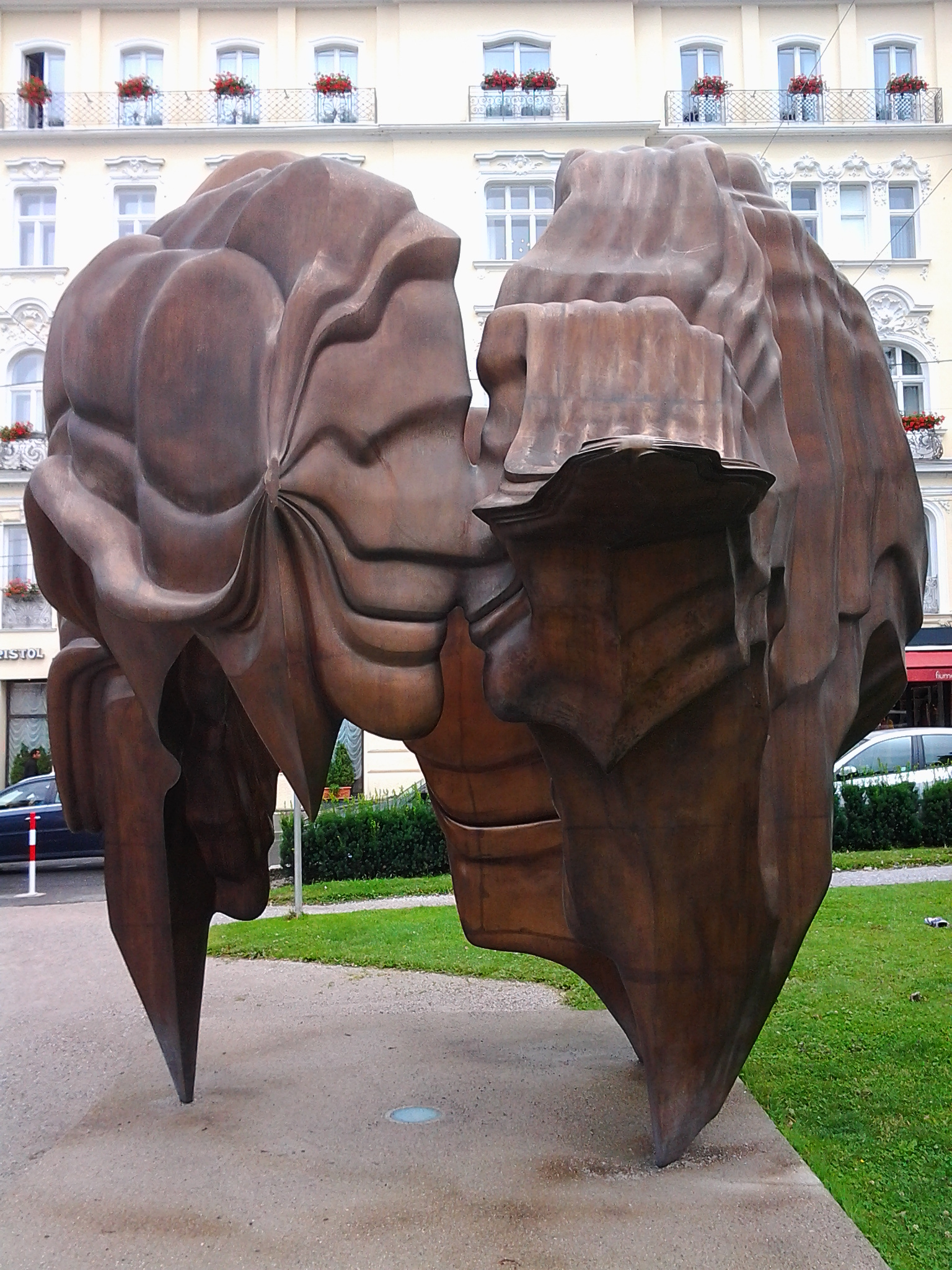
Caldera (2008), Makartplatz, Salzburgo
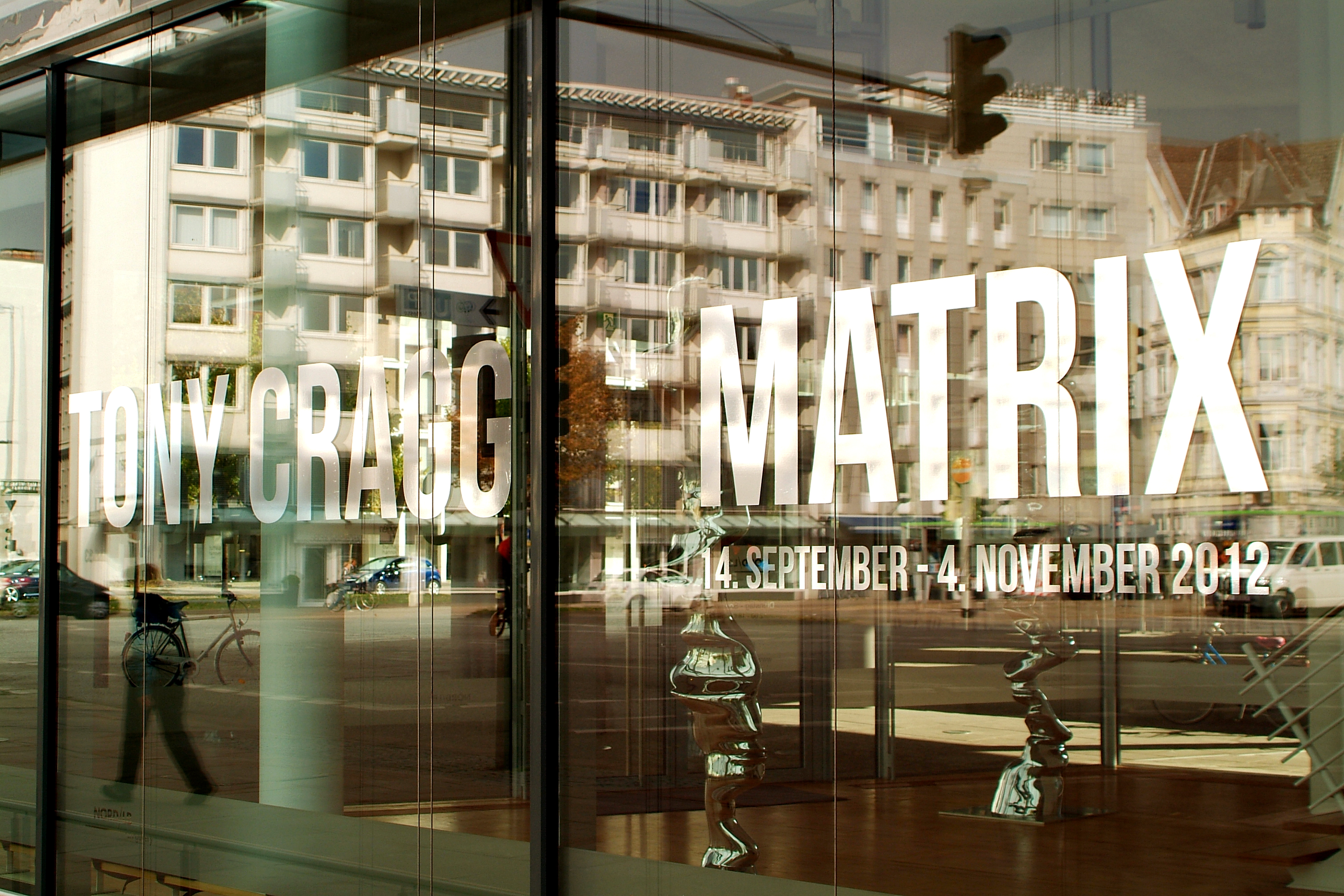
Ausstellung MATRIX, noviembre 2012 en la Nord/LB art gallery en Hannover
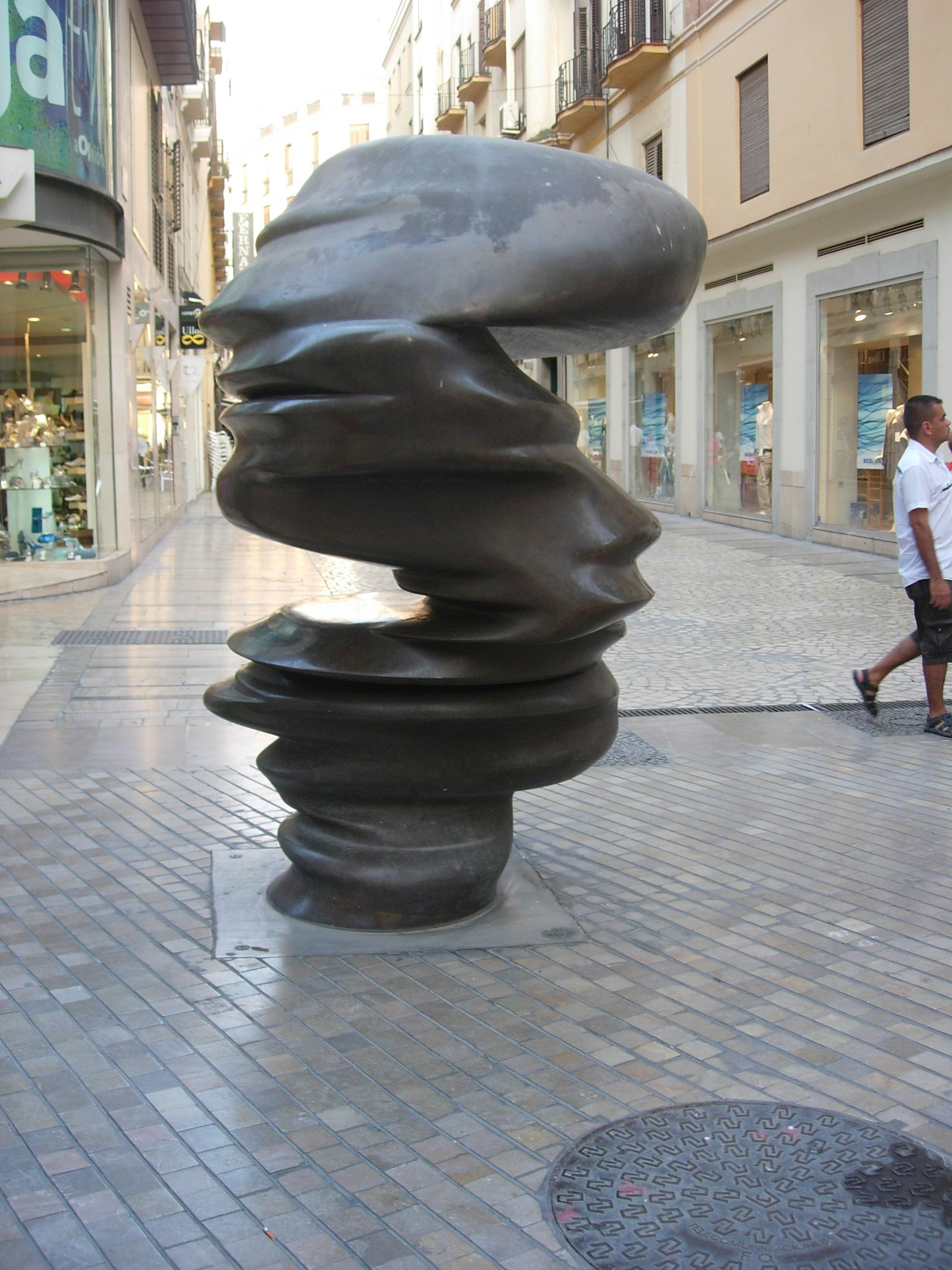
Points of View, en Málaga